# Vladímir Putin
Vladímir Putin (rus: Владимир Владимирович Путин)  (Maternitat V. F. Sneguiriov núm. 6, 7 d'octubre de 1952), nom complet amb patronímic Vladímir Vladímirovitx Putin, és l'actual president de la Federació Russa. Putin va formar part de la policia secreta soviètica (KGB) durant 16 anys i hi va assolir el grau de podpolkóvnik, equivalent a tinent coronel abans de retirar-se per entrar en la política a la seva ciutat natal de Sant Petersburg. El 1991 es va traslladar a Moscou per unir-se a l'administració del president Borís Ieltsin, on va ascendir ràpidament fins a convertir-se en president interí el 31 de desembre de 1999, quan Ieltsin va dimitir de manera inesperada. Putin va guanyar les eleccions presidencials de Rússia del 2000 i va ser reelegit a les eleccions presidencials de Rússia del 2004. L'existència de límits de mandat a la Constitució de Rússia va impedir que Putin es presentés a un tercer mandat presidencial consecutiu el 2008. Dmitri Medvédev, el candidat guanyador, va nomenar Putin primer ministre de Rússia i va iniciar el període de l'anomenada «tandemocràcia».
El setembre de 2011, arran d'un canvi en la llei per ampliar el mandat presidencial de quatre anys a sis, Putin va anunciar que es presentaria a un tercer mandat no consecutiu com a president a les eleccions presidencials de Rússia del 2012, fet que va desembocar en protestes massives a moltes ciutats russes. Tanmateix, va guanyar les eleccions de març del 2012.
Moltes accions de Putin són considerades antidemocràtiques tant per l'oposició interna com pels observadors estrangers. L'Índex de Democràcia del 2011 va declarar que Rússia estava en «un llarg procés de regressió [que] va culminar en un canvi d'un règim híbrid a un d'autoritari» vistes la candidatura de Putin i les eleccions parlamentàries deficients. El 2014, Rússia fou exclosa del G8 com a resultat de la seva annexió de Crimea després del referèndum de l'estatut de Crimea del 2014.
Gràcies a l'augment del preu del petroli, durant els primers mandats de Putin els ingressos reals es van multiplicar per 2,5, els salaris reals es van triplicar, la desocupació i la pobresa es van reduir a més de la meitat, i la satisfacció dels russos van augmentar significativament. La primera presidència de Putin va estar marcada per un alt creixement econòmic: l'economia de Rússia va créixer durant vuit anys consecutius, es va donar un augment del PIB del 72% en la Paritat de poder adquisitiu (sis vegades en nominal).
Com a president de Rússia, Putin i l'Assemblea Federal van legislar un impost sobre la renda amb un tipus impositiu pla del 13%, una reducció de l'impost sobre els beneficis, i van aprovar nous codis legislatius. Com a primer ministre, Putin va supervisar les reformes militars i policials russes a gran escala. La seva política energètica ha afirmat la posició de Rússia com una superpotència energètica. Putin va donar suport a les indústries d'alta tecnologia, com ara les indústries nuclears i de defensa. Un augment de la inversió estrangera ha contribuït a un auge en sectors com la indústria de l'automòbil. Putin ha conreat una imatge d'home fort i és una icona cultural pop a Rússia amb molts productes comercials que porten el seu nom. La baixada dràstica del preu del petroli a finals del 2014 va canviar el seu posicionament, ja que va haver de bregar contra els mercats de divises, a causa d'una ràpida devaluació del ruble que va afectar fortament l'economia russa durant les darreres setmanes de 2014. El dia 7 de maig de 2018 va prendre possessió del seu quart mandat com a president rus.

## Ascendència, primers anys i educació

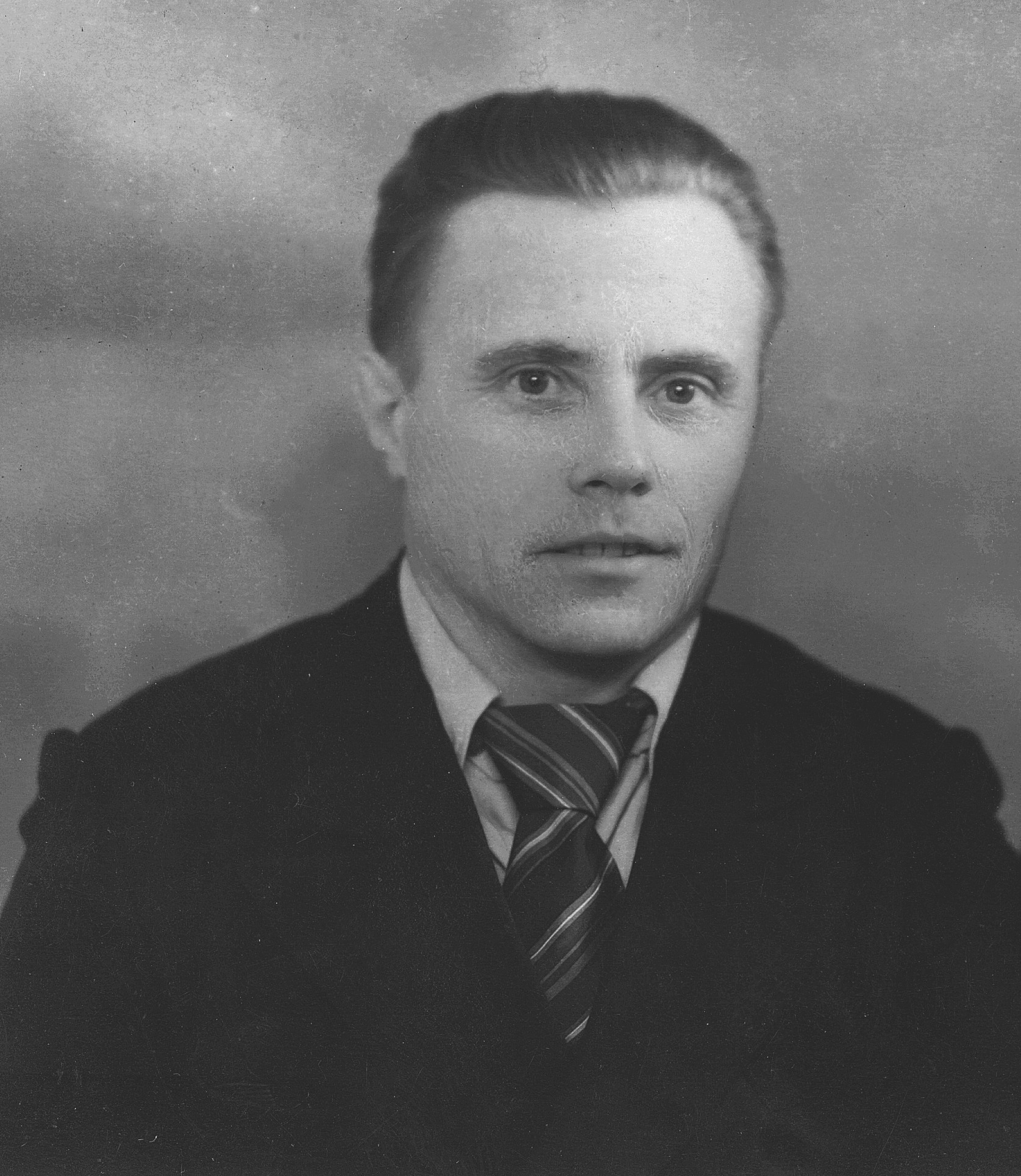
El pare de Putin, Vladímir Spiridónovitx

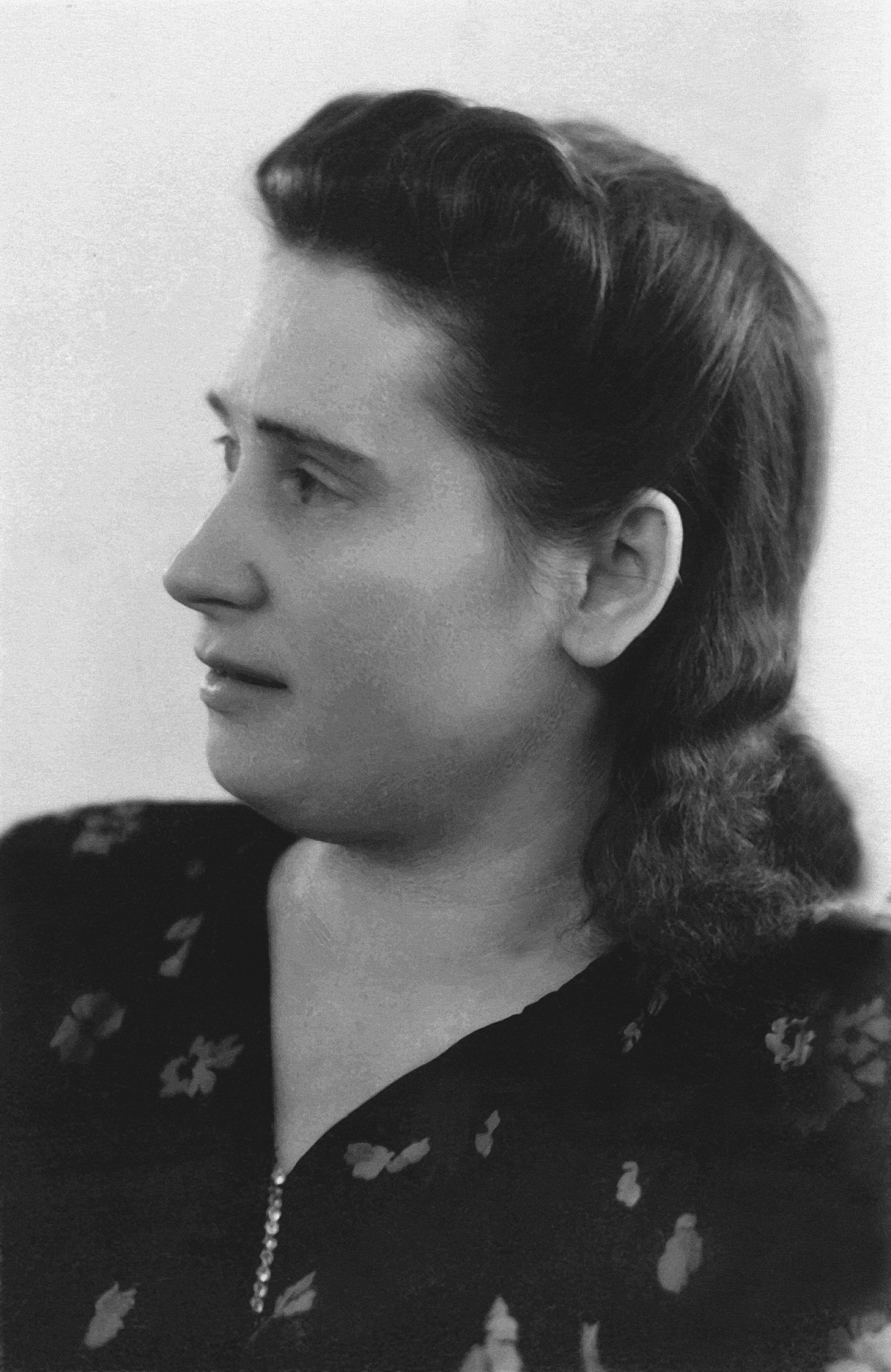
La mare de Putin, Maria Ivànovna

Putin va néixer el 7 d'octubre de 1952, a Leningrad, República Socialista Federativa Soviètica de Rússia, Unió Soviètica (en l'actualitat Sant Petersburg, Rússia). Els seus pares foren Vladímir Spiridónovitx Putin (1911-1999) i Maria Ivànovna Putina (soltera Xelómova, 1911-1998). La seva mare era una treballadora d'una fàbrica, i el seu pare era un recluta a l'Armada Soviètica, on va servir a la flota de submarins a principis de 1930, i més tard va servir a les línies de front en el batalló de demolició de l'NKVD durant la Segona Guerra Mundial i fou greument ferit el 1942. Dos germans grans, Víktor i Albert, van néixer a mitjans de la dècada de 1930; Albert va morir al cap de pocs mesos de néixer, mentre que Víktor va sucumbir a la diftèria durant el setge de Leningrad en la Segona Guerra Mundial. L'avi patern de Vladímir Putin, Spiridon Ivànovitx Putin (1879-1965), fou un xef que en un moment o altre cuinà per a Vladímir Lenin, l'esposa de Lenin Nadejda Krúpskaia, i en diverses ocasions per a Ióssif Stalin. L'àvia materna de Putin va ser assassinada pels ocupants alemanys de la regió de Tver el 1941, i els seus oncles materns van desaparèixer en el front de guerra.
L'ascendència de Vladímir Putin s'ha descrit com un misteri sense registres supervivents de qualsevol avantpassat de les persones amb el cognom «Putin» més enllà del seu avi Spiridon Ivànovitx. La seva autobiografia, Ot Pervogo Litsa (català: 'En primera persona'), que es basa en entrevistes de Putin, parla dels seus humils començaments, incloent-hi els primers anys en un apartament comunal, compartit per diverses famílies, a Leningrad.

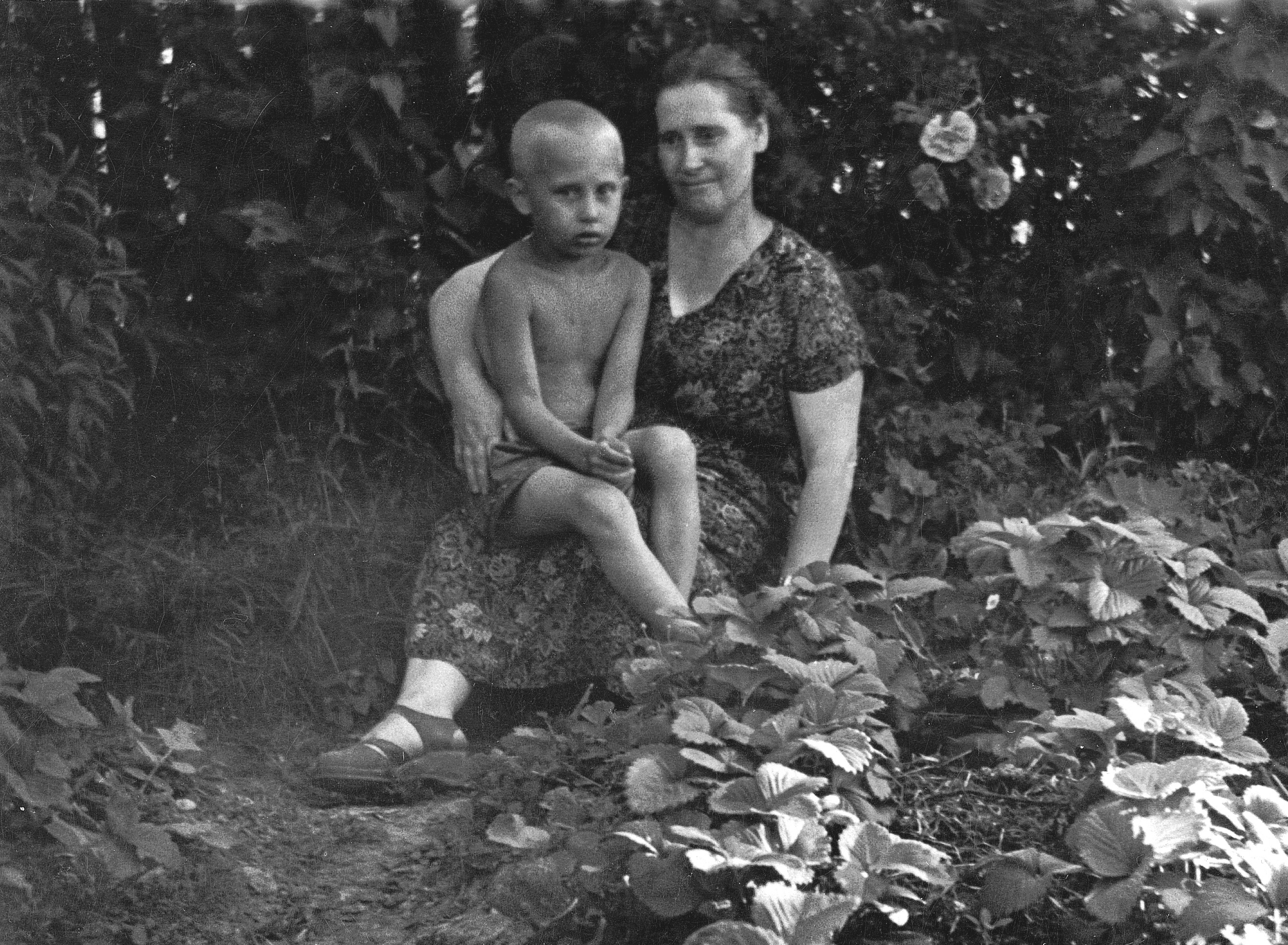
Putin amb la seva mare, Maria Ivanovna, al juliol de 1958

 L'1 de setembre de 1960, va començar a estudiar a l'Escola núm. 193 de carrer Baskov, just a l'altre costat de casa. En cinquè grau, va ser un més en una classe de més de 45 alumnes quan encara no era membre dels Pioners, en gran part a causa del seu comportament escandalós. A sisè grau va començar a prendre's seriosament l'esport en forma de sambo i judo. En la seva joventut, Putin desitjava emular els personatges d'oficials d'intel·ligència interpretats als cinemes soviètics per actors com ara Viatxeslav Tíkhonov i Gueorgui Jjonov.
Putin es va graduar en la branca de Dret Internacional de la Facultat de Dret de la Universitat Estatal de Leningrad el 1975, escrivint la seva tesi final sobre dret internacional. La seva tesi es va titular El principi comercial de nació més afavorida en el dret Internacional. Mentre era a la universitat, va haver d'unir-se al Partit Comunista de la Unió Soviètica, i en seguí sent membre fins que el partit es va dissoldre el desembre de 1991. També a la Universitat va conèixer Anatoli Sobtxak que més tard va tenir un paper important en la carrera de Putin. Anatoli Sobtxak en aquella època era un professor ajudant i va donar classes a Putin sobre dret mercantil (khozyaystvennoye pravo).

## Carrera al KGB

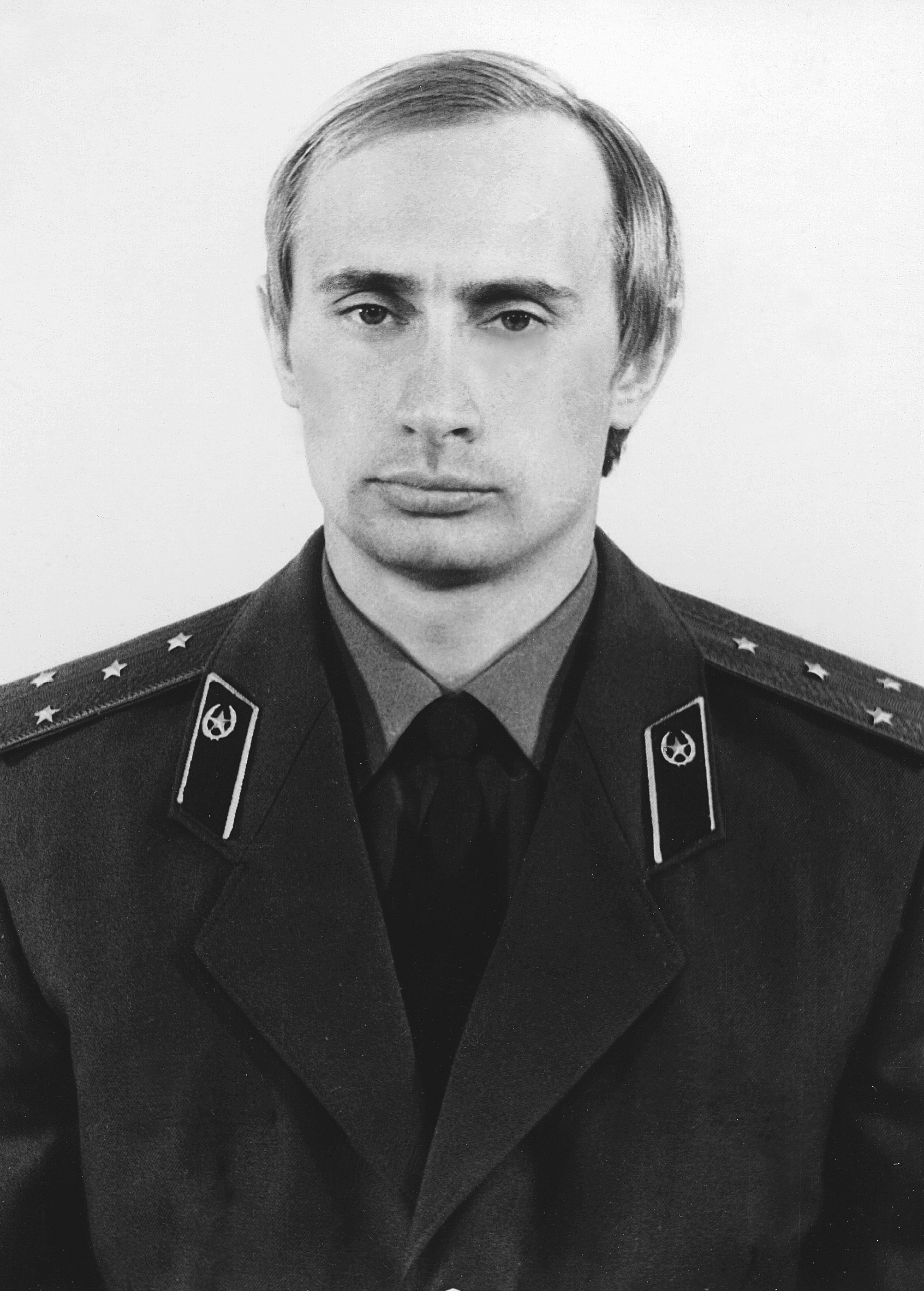
Putin amb uniforme del KGB

Putin es va unir al KGB el 1975 després de graduar-se, i es va sotmetre a un any de formació a l'escola del KGB 401 a Okhta, Leningrad. A continuació, va passar a treballar breument en la Segona Direcció Principal (contraintel·ligència) abans de ser transferit a la Primera Direcció Principal, on, entre les seves funcions estava la vigilància dels estrangers i els funcionaris consulars a Leningrad.
De 1985 a 1990, el KGB va destinar Putin a Dresden, República Democràtica Alemanya. Durant aquest temps, Putin va ser assignat a la Direcció S, la unitat de recollida d'intel·ligència il·legal (classificació del KGB per als agents que van utilitzar identitats falsificades) on se li va donar la coberta com a traductor i intèrpret. Un dels treballs de Putin va consistir a coordinar esforços amb l'Stasi per localitzar i reclutar estrangers a Dresden, en general aquells que estaven matriculats a la Universitat Tècnica de Dresden, amb l'esperança d'enviar-los d'incògnit als Estats Units. Amb tot i això, la biògrafa de Putin Masha Gessen impugna la imatge d'«espia en cap del KGB» que s'ha construït al seu voltant i al seu lloc diu que Dresden era essencialment un treball endarrerit del qual el mateix Putin es ressentia:
Putin i els seus companys s'afanyaven principalment a la recollida de retalls de premsa, contribuint d'aquesta manera a les muntanyes d'informació inútil produïda pel KGB. Els exagents estimen que van passar tres quartes parts del seu temps escrivint informes. L'èxit més gran de Putin en la seva estada a Dresden sembla haver entrat en contacte amb un sergent de l'Exèrcit dels EUA, que els va vendre un Manual sense classificar per 800 marcs.
Arran del col·lapse del govern d'Alemanya Oriental comunista, Putin va ser cridat a la Unió Soviètica i va tornar a Leningrad, on el juny de 1991 va assumir un lloc a la secció d'Afers Internacionals de la Universitat Estatal de Leningrad, dependent de vicerector Iuri Moltxànov. En el seu nou càrrec, Putin manté la vigilància sobre el cos estudiantil i dona un cop d'ull a fora per captar nous reclutes. Va ser durant el seu pas per la universitat on Putin va créixer que es retroba amb el seu antic professor Anatoli Sobtxak, llavors alcalde de Leningrad.
Putin va renunciar als serveis de seguretat de l'Estat en actiu amb el rang de tinent coronel el 20 d'agost de 1991 (anteriorment ja havia fet alguns intents de renunciar-hi), en el segon dia del cop d'estat fallit recolzat pel KGB contra el president soviètic Mikhaïl Gorbatxov. Putin va explicar més tard la seva decisió: «Tan aviat com va començar el cop d’estat, immediatament vaig decidir de quina banda estava», encara que també va assenyalar que l'elecció era difícil perquè havia passat la major part de la seva vida amb els «òrgans».

## Carrera política

### Administració de Sant Petersburg (1990–1996)
El maig de 1990, Putin va ser nomenat assessor en assumptes internacionals per l'alcalde Anatoli Sobtxak. Després, el 28 de juny de 1991, es va convertir en cap de la Comissió de Relacions Exteriors de l'Oficina de l'Alcaldia de Sant Petersburg, amb la responsabilitat de promoure les relacions internacionals i les inversions estrangeres. Aquest comitè encapçalat per Putin també va registrar negocis.
Menys d'un any després, Putin va ser investigat pel Consell Legislatiu de la ciutat, i els investigadors va concloure que Putin havia subestimat els preus i permès l'exportació de metalls per un valor de 93 milions de dòlars, a canvi d'ajuda alimentària estrangera que mai va arribar. Tot i la recomanació dels investigadors que es despatxés Putin, aquest va mantenir el cap de la Comissió de Relacions Exteriors fins al 1996. De 1994 a 1996, Putin va ocupar diversos altres càrrecs polítics i governamentals de Sant Petersburg.

### Primers anys a Moscou (1996–1999)

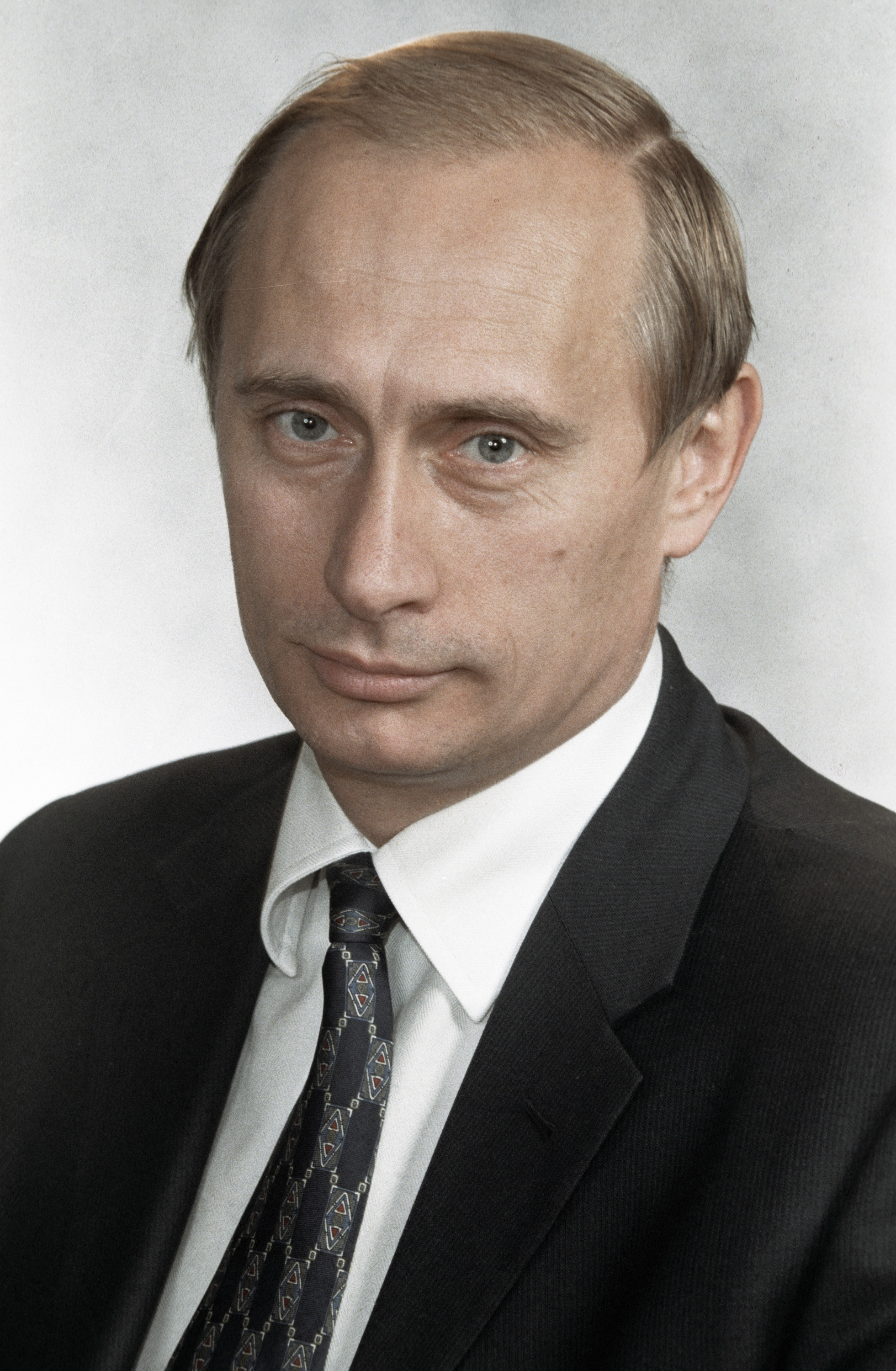
Putin com a director de l'FSB, 1 de gener de 1998

El 1996, l'alcalde Anatoli Sobtxak va perdre la seva reelecció com a alcalde de Sant Petersburg. Putin va ser cridat a Moscou i el juny de 1996 va esdevenir un Cap Adjunt del Departament de Gestió de la Propietat Presidencial, encapçalat per Pàvel Borodín. Va ocupar aquest càrrec fins al març del 1997. Durant el seu mandat Putin va ser el responsable de la propietat estrangera de l'Estat i el trasllat organitzat dels antics actius de la Unió Soviètica i el Partit Comunista envers la Federació de Rússia.
El 26 de març de 1997, el president Borís Ieltsin nomenà Putin sotscap de l'Administració Presidencial de Rússia, càrrec en què va romandre fins al maig de 1998, i cap de la Direcció de Control Principal del Departament de Gestió de la Propietat Presidencial (fins a juny de 1998). El seu predecessor en aquesta posició fou Aleksei Kudrin i el successor va ser Nikolai Pàtruixev, tots dos futurs polítics prominents i socis de Putin.
El 27 de juny de 1997, a l'Institut de Mineria de Sant Petersburg, dirigit pel rector Vladímir Litvinenko, Putin va defensar la seva tesi doctoral en economia, titulada La planificació estratègica dels recursos regionals sota la formació de relacions amb el mercat. Això exemplifica el costum a Rússia, per a un funcionari jove i prometedor, d'escriure un treball acadèmic a la meitat de la seva carrera. Quan Putin tard es va convertir en president, la tesi es va convertir en blanc d'acusacions de plagi per part dels investigadors de la Institució Brookings; encara que no es fa referència a l'estudi suposadament plagiat, els investigadors de Brookings estaven segurs que constituïa un plagi encara que tal vegada no «intencional». El comitè de dissertació va negar les acusacions.
El 25 de maig de 1998, Putin va ser nomenat primer conseller en cap de l'Administració Presidencial de Rússia per a les regions, en substitució de Viktoria Mitina; i, el 15 de juliol, va ser nomenat cap de la Comissió per a l'elaboració d'acords sobre la delimitació del poder de les regions i el centre federal adjunt al president, en substitució de Serguei Xakhrai. Després del nomenament de Putin, la comissió no va completar cap mena d'acords, tot i que durant el mandat de Xakhray com a cap de la Comissió hi hagué 46 acords signats. Més tard, després d'esdevenir president, Putin va cancel·lar tots aquests acords.
El 25 de juliol de 1998, Ieltsin va nomenar Vladímir Putin cap de l'FSB (un dels organismes successors del KGB), un càrrec que Putin va ocupar fins a agost de 1999, quan es va convertir en un membre permanent del Consell de Seguretat de Rússia l'1 d'octubre de 1998 i en el seu secretari el 29 de març de 1999.

### Primer cop com a primer ministre (1999)
El 9 d'agost de 1999, Vladímir Putin va ser nomenat un dels tres primers viceprimers ministres, i més tard aquest mateix dia va ser nomenat primer ministre en funcions del Govern de la Federació de Rússia pel president Borís Ieltsin. Ieltsin també va anunciar que volia veure Putin com el seu successor. Més tard aquest mateix dia, Putin va accedir a postular-se per a la presidència.
El 16 d'agost, la Duma Estatal va aprovar el seu nomenament com a primer ministre amb 233 vots a favor (davant 84 en contra, 17 abstencions), tot i que n'hi havia prou amb una majoria simple de 226. Es convertí així en el cinquè primer ministre de Rússia en menys de divuit mesos fent. En el seu nomenament, pocs esperaven que Putin, pràcticament desconegut per al públic en general, durés més temps que els seus predecessors. Va ser considerat inicialment com un lleial a Ieltsin; igual que altres primers ministres de Borís Ieltsin, Putin no va escollir els ministres per si mateix; el seu gabinet fou determinat per l'administració presidencial.
Els principals opositors de Ieltsin i els aspirants a successors ja estaven fent campanya per reemplaçar el president malalt, i van lluitar dur per evitar l'aparició de Putin com un successor potencial. La imatge de Putin com a defensor de la llei i l'ordre i el seu enfocament implacable a la Segona Guerra de Txetxènia, després es van combinar per augmentar la seva popularitat i li va permetre de superar tots els seus rivals.
Si bé no s'associava formalment a cap partit, Putin va prometre el seu suport al Partit Unitat de recent creació, que va aconseguir el segon major percentatge del vot popular (23,3%) en les eleccions a la Duma Estatal de 1999. Al seu torn, Putin va rebre el suport del partit.

### President interí (1999–2000)

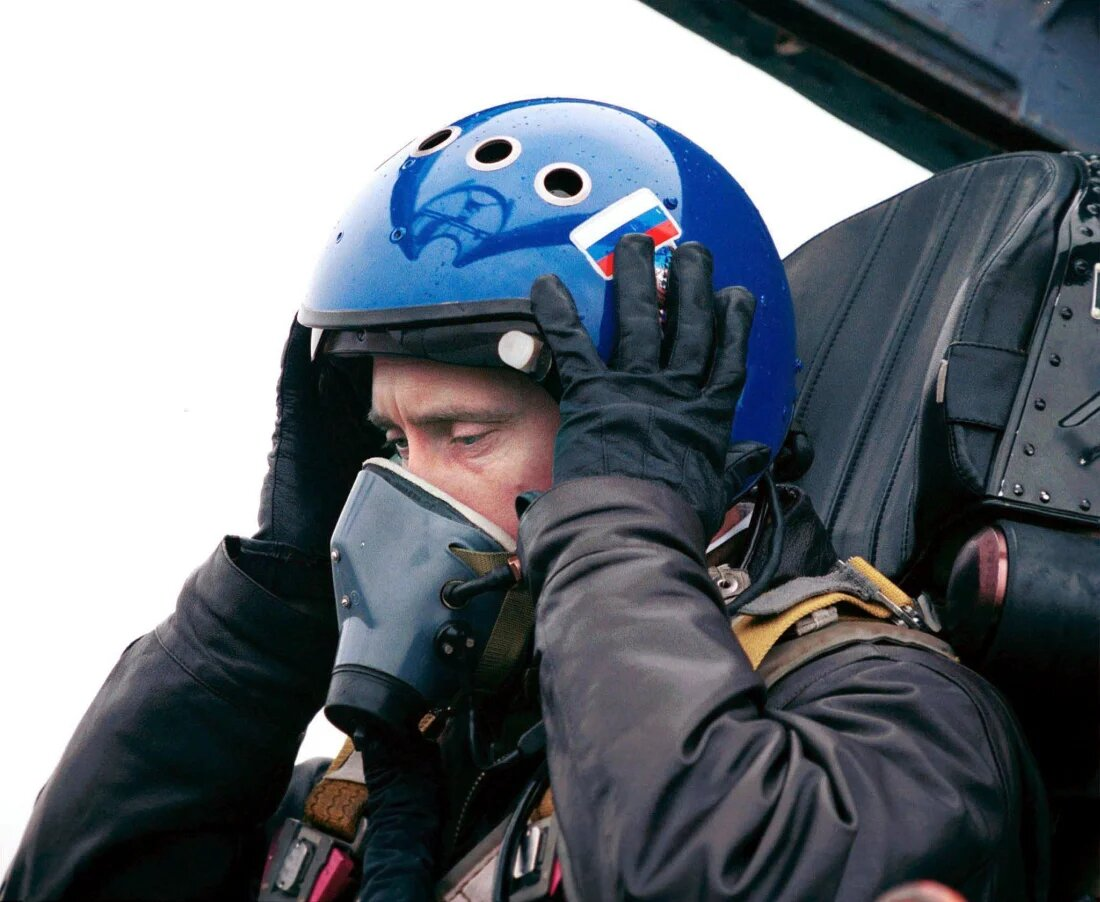
Putin aterrant a Grozni en un avió de combat Su-27, 20 de març del 2000

El 31 de desembre de 1999, Borís Ieltsin va dimitir de forma inesperada i, d'acord amb la Constitució de Rússia, Putin es va convertir en president en funcions de la Federació Russa.
El primer decret presidencial que Putin va signar, el 31 de desembre de 1999, es va titular «Sobre les garanties per a l'expresident de la Federació de Rússia i els membres de la seva família». Amb això s'assegurava que no es durien a terme «acusacions de corrupció contra el president sortint i els seus familiars». Més tard, el 12 de febrer de 2001, Putin va signar una llei federal similar, que substituïa el decret de 1999.
Mentre que els seus adversaris havien estat preparant-se per a una elecció en juny de 2000, la dimissió de Ieltsin va donar lloc a la celebració, en el període de tres mesos, d'eleccions presidencials de Rússia, el 26 de març del 2000; Putin les va guanyar en primera volta amb el 53% dels vots.

### Primer mandat presidencial (2000–2004)

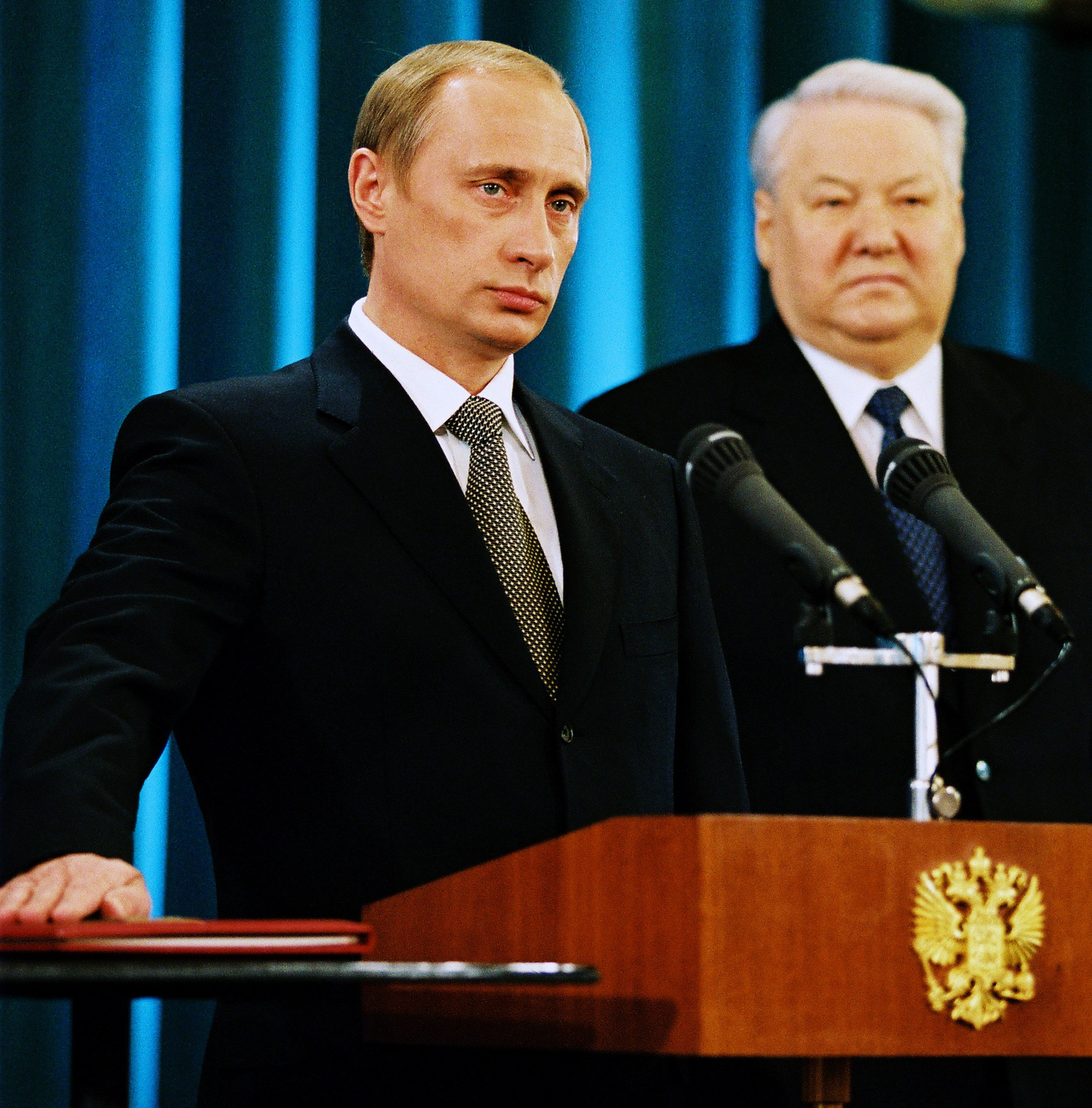
Presa de jurament presidencial al costat de Borís Ieltsin, maig de 2000

El primer gran repte de la popularitat de Putin va arribar l'agost del 2000, quan va ser criticat pel seu presumpte mal maneig del desastre del Submarí K-141 Kursk. Aquesta crítica va ser en gran part perquè van passar diversos dies abans del seu retorn de vacances, i diversos més abans que visités l'indret on va passar el desastre. Vladímir Putin va ser investit president el 7 maig 2000 i va designar el ministre de Finances Mikhaïl Kassiànov com el seu primer ministre.
Entre 2000 i 2004, Putin es va dedicar a la reconstrucció de la condició empobrida del país. Segons sembla, va guanyar una lluita de poder amb els oligarques russos, i va aconseguir un "gran-ganga" amb ells. Aquesta negociació va permetre als oligarques de mantenir la majoria dels seus poders, a canvi del seu suport explícit —i alineament— al seu govern- Va sorgir també un nou grup de magnats dels negocis, com Guennadi Tímtxenko, Vladímir Iakunin, Iuri Kovaltxuk, Serguei Txémezov, amb estrets vincles personals amb Putin.
Molts a la premsa russa i en els mitjans de comunicació internacionals van advertir que la mort d'uns 130 ostatges en l'operació de rescat de les forces especials durant la presa d'ostatges del teatre Dubrovka del 2002 danyaria seriosament la popularitat del president Putin. No obstant això, poc després que el setge hagués acabat, el president rus gaudia d'índexs d'aprovació pública rècord —el 83% dels russos es van declarar satisfets amb Putin i el seu maneig de la situació.
Uns mesos abans de les eleccions, Putin va cessar el gabinet del primer ministre Kassiànov i va nomenar Mikhaïl Fradkov en el seu lloc. Serguei Ivanov es va convertir en el primer civil rus a ocupar el càrrec de ministre de Defensa.
El 2003, es va celebrar un referèndum a Txetxènia sobre l'adopció d'una nova constitució que declarava la República com a part de Rússia. Txetxènia s'ha estabilitzat gradualment amb l'establiment d'eleccions parlamentàries i un govern regional.
Al llarg de la Segona guerra de Txetxènia, Rússia desactivà severament el moviment rebel txetxè. No obstant això, es va continuar produint violència esporàdica a tot el Caucas del Nord.

### Segon mandat presidencial (2004–2008)

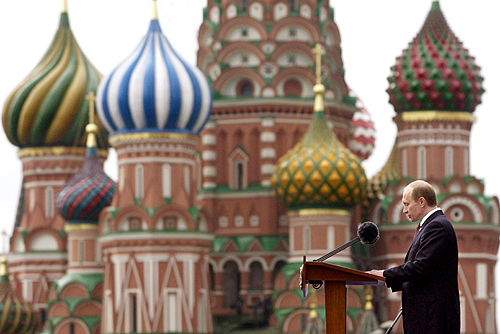
En la seva intervenció durant la desfilada del Dia de la Victòria el 2005 a la Plaça Roja

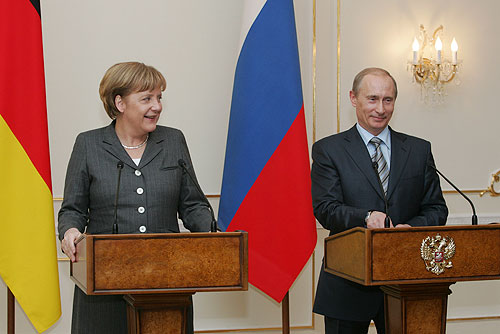
Putin amb la cancellera d'Alemanya Angela Merkel març 2008

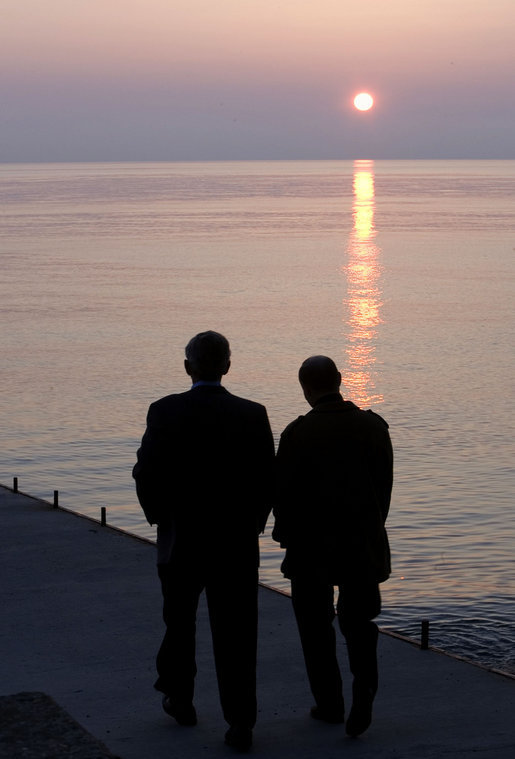
Amb George W. Bush en un moll al llarg de la Mar Negre a Sotxi, 5 abril 2008

El 14 de març del 2004, Putin fou elegit president per a un segon mandat, amb el 71% dels vots. La presa d'ostatges de Beslan va tenir lloc el setembre de 2004, i en ella van morir centenars de persones. En resposta, Putin va prendre una sèrie de mesures administratives.
El 2005, es van posar en marxa els Projectes de Prioritat Nacional per millorar l'atenció sanitària a Rússia, l'educació, l'habitatge i l'agricultura.
La contínua persecució penal del llavors home més ric de Rússia, el president de l'empresa Iukos, Mikhaïl Khodorkovski, per frau i evasió fiscal va ser vist per la premsa internacional com una represàlia per les donacions de Khodorkovski tant a liberals com als opositors comunistes del Kremlin. El govern va dir que Khodorkovski estava corrompent a un gran segment de la Duma per evitar canvis en el codi d'impostos, com els impostos sobre els guanys extraordinaris i el tancament de vehicles d'evasió fiscal a l'estranger. Khodorkovski va ser arrestat, Iukos es va arruïnar i els actius de l'empresa van ser subhastats per un valor inferior al del mercat, amb la participació més gran adquirida per l'empresa estatal Rosneft. El destí de Iukos va ser vist a Occident com un signe d'un canvi més ampli de Rússia cap a un sistema de capitalisme d'Estat.
Un estudi realitzat per l'Institut d'Economies en Transició del Banc de Finlàndia (BOFIT) el 2008 va trobar que la intervenció de l'Estat ha tingut un impacte positiu en el govern corporatiu de moltes empreses a Rússia: el govern fou millor en empreses amb control estatal o amb una participació governamental.
Putin va ser criticat a Occident i també pels liberals russos pel que molts observadors consideren una ofensiva a gran escala contra la llibertat de premsa a Rússia. El 7 d'octubre de 2006, Anna Politkóvskaia, un periodista que va denunciar la corrupció en l'exèrcit rus i la seva conducta a Txetxènia, va rebre un tret al vestíbul del seu edifici d'apartaments. La mort de Politkóvskaia va provocar la condemna en els mitjans occidentals, amb acusacions que, en el millor dels casos, Putin havia fallat a l'hora de protegir els nous mitjans de comunicació independents del país. Quan se li va preguntar sobre l'assassinat d'Anna Politkóvskaia en la seva entrevista amb el canal de televisió alemany ARD, Putin va dir que el seu assassinat ha portat molt més mal a les autoritats russes que els seus escrits. Per a l'any 2012 els artífexs de l'assassinat van ser detinguts i van citar Borís Berezovski i Akhmed Zakàiev com a possibles instigadors.
El 2007, es va organitzar la «Marxa del desacord» per part del grup de l'oposició L'Altra Rússia, encapçalat per l'excampió d'escacs Garri Kaspàrov i el líder nacional-bolxevic Eduard Limónov. Arran de les advertències prèvies, les manifestacions en diverses ciutats russes van ser rebudes per l'acció policial, que va interferir en el recorregut dels manifestants i va detenir unes 150 persones que intentaven trencar el cordó policial. La Marxa del Desacord havia rebut poc suport entre la població russa en general, segons les enquestes.
El 12 de setembre de 2007, Putin va dissoldre el govern a petició del primer ministre Mikhaïl Fradkov. Fradkov va comentar que era per deixar al president les «mans lliures» en el període previ a les eleccions parlamentàries. Víktor Zubkov va ser nomenat nou primer ministre.
El desembre de 2007, Rússia Unida va aconseguir el 64,24% dels vots a la Duma Estatal d'acord amb els resultats preliminars de les eleccions. La victòria de Rússia Unida en les eleccions de desembre de 2007 va ser vista per molts com un indicatiu d'un fort suport popular dels llavors líders de Rússia i les seves polítiques.
En els seus últims dies en el càrrec, es va divulgar que Putin havia pres una sèrie de mesures per realinear la burocràcia regional perquè els governadors reportessin al primer ministre en lloc del president. L'oficina de Putin va explicar que «els canvis ... tenen una naturalesa de matís i no afecten les posicions essencials del sistema. El paper clau en l'estimació de l'eficàcia de l'activitat de l'autoritat regional encara pertany al president de la Federació de Rússia.»

### Segon cop com a primer ministre (2008–2012)
Putin no podia optar a un tercer mandat per mandat constitucional. El vicepresident primer del Govern Dmitri Medvédev va ser triat com al seu successor. El 8 de maig de 2008, només uns dies després de lliurar la presidència a Medvédev, Putin va ser nomenat primer ministre de Rússia, amb la qual cosa mantenia, en certa manera, el seu poder polític.
La Gran Recessió va colpejar l'economia russa d'una manera especialment dura, interrompent el flux de crèdit barat i inversions occidentals. Això va coincidir amb la tensió en les relacions amb la UE i els EUA arran de la guerra a Ossètia del Sud en 2008, en la qual Rússia va derrotar Geòrgia, aliada de l'OTAN.
No obstant això, les grans reserves financeres acumulades al Fons d'Estabilització de Rússia en l'anterior període d'alts preus del petroli, juntament amb la forta gestió, ajudaren el país a fer front a la crisi i reprendre el creixement econòmic des de mitjans de 2009. Les mesures anticrisi del Govern rus han estat elogiades pel Banc Mundial, que va dir en el seu Informe Econòmic de Rússia a partir de novembre 2008:. "La gestió fiscal prudent i les reserves financeres substancials han protegit Rússia de conseqüències més profundes d'aquesta crisi externa i la resposta política de govern fins al moment -ràpida, integral i coordinada- ha ajudat a limitar-ne l'impacte."

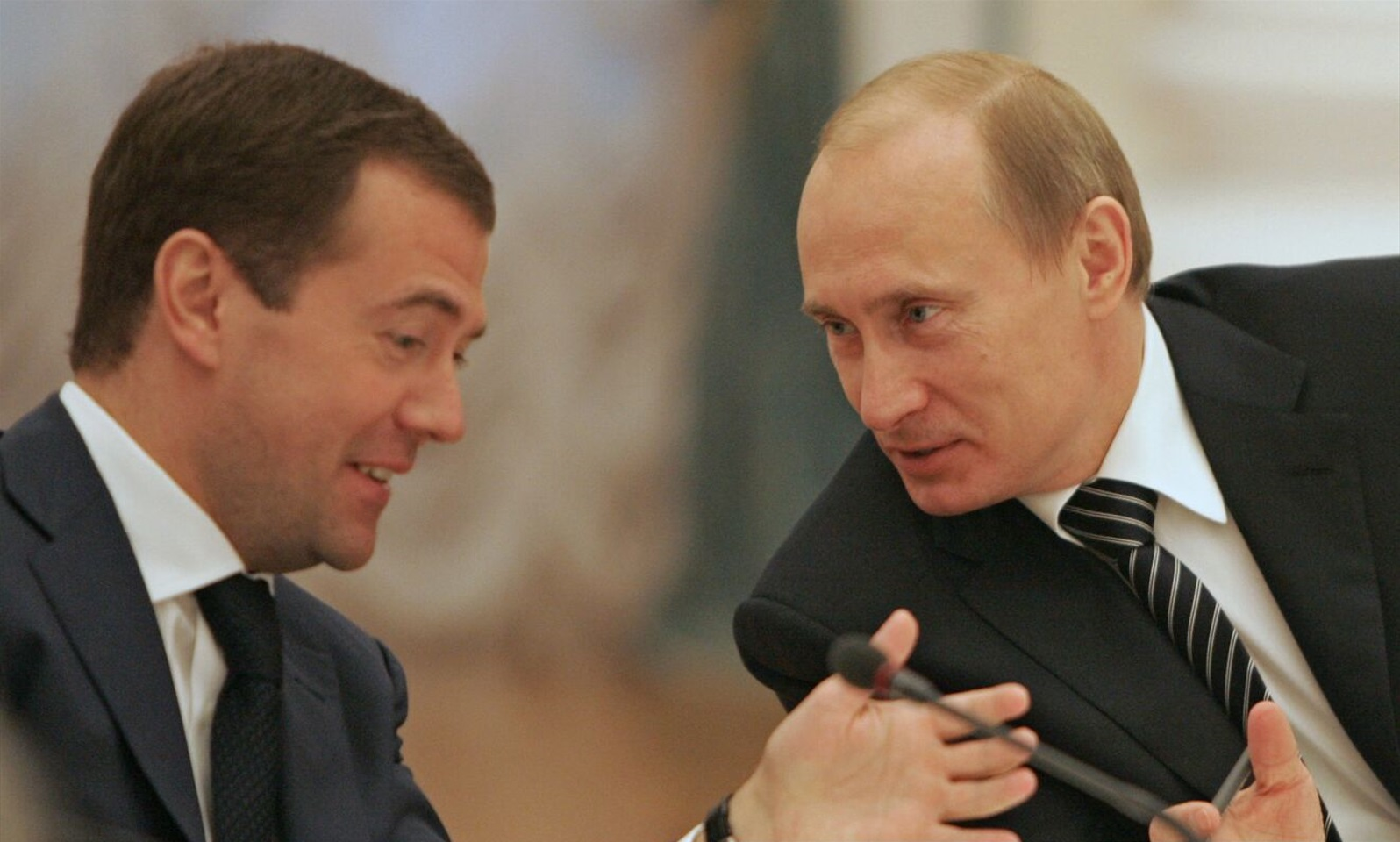
Vladímir Putin, amb Dmitri Medvédev, març de 2008

Putin ha qualificat la superació de les conseqüències de la crisi econòmica mundial com un dels dos èxits principals de la seva segona presidència. L'altre èxit citat var ser l'estabilització de la grandària de la població de Rússia entre 2008-2011 després del llarg període de col·lapse demogràfic que es va iniciar en la dècada de 1990.
En el congrés de Rússia Unida celebrat a Moscou el 24 de setembre de 2011, Medvédev va proposar oficialment que Putin es presentés de nou a la presidència en 2012, una oferta que Putin va acceptar. Tenint en compte el domini gairebé total de Rússia Unida en la política russa, molts observadors creien que Putin tenia gairebé assegurat un tercer mandat. S'esperava que Medvédev aparegués al cartell electoral de Rússia Unida en les eleccions parlamentàries de desembre, amb l'objectiu d'esdevenir primer ministre, al final del seu mandat presidencial. Durant la campanya presidencial de 2012, Putin va publicar 7 articles per presentar la seva visió per al futur.
Després de les eleccions legislatives russes de 2011 del 4 de desembre, desenes de milers russos participaren en protestes contra el presumpte frau electoral, les majors protestes de l'època de Putin; els manifestants van criticar Putin i Rússia Unida i van exigir l'anul·lació dels resultats electorals. No obstant això, aquestes protestes, organitzades pels dirigents de l'"oposició no sistèmica" la Federació de Rússia, van desencadenar la por a una revolució de color en la societat, i una sèrie de contraprotestes "anti-Taronja" (el nom al·ludeix a la Revolució Taronja d'Ucraïna) i es van dur a terme mítings de partidaris de Putin, que superaren en escala de les protestes de l'oposició.

### Tercer mandat presidencial (2012–2018)

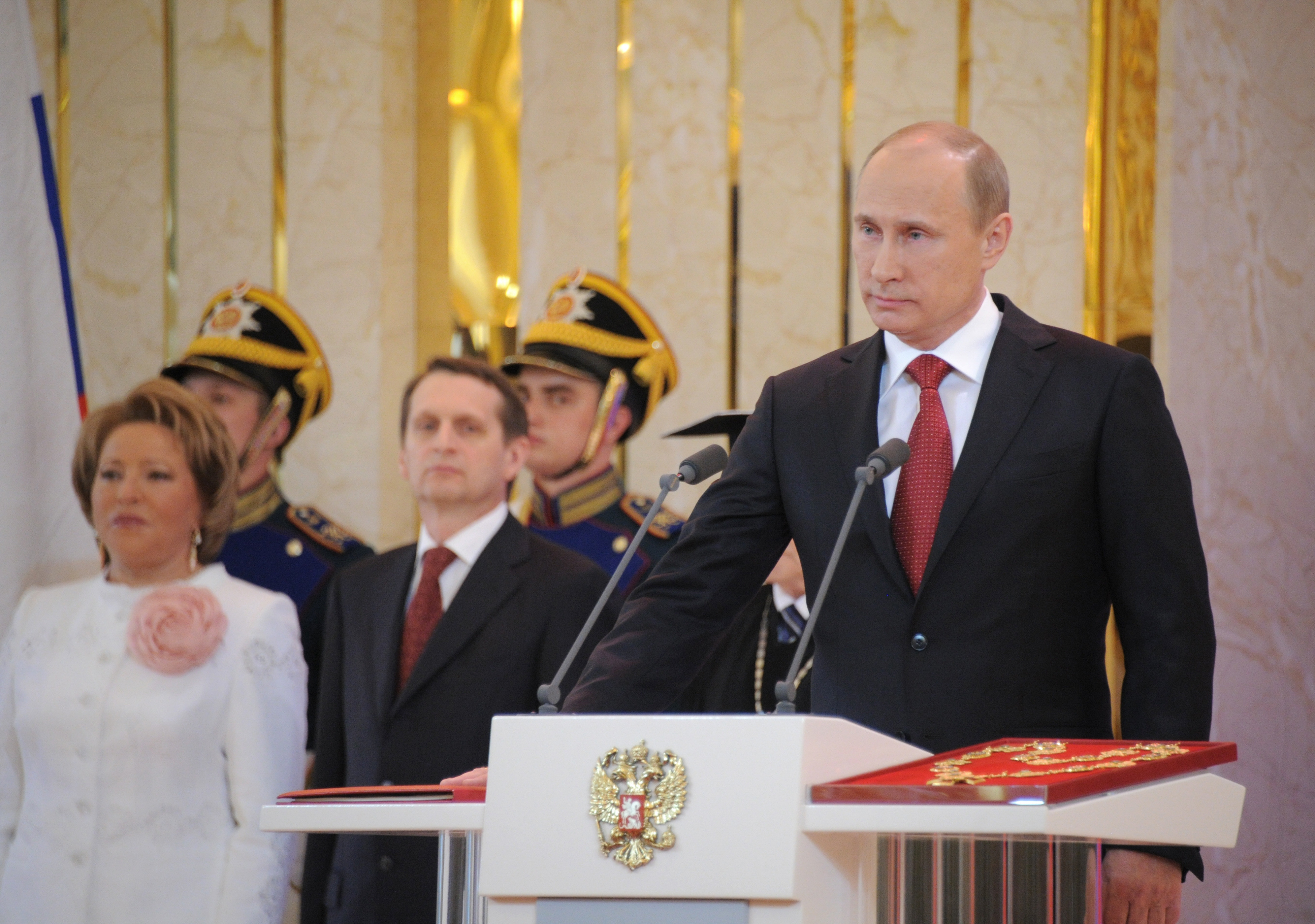
Putin fent el jurament presidencial en la seva tercera cerimònia de presa de possessió, 7 de maig de 2012

El 4 de març de 2012, Putin va guanyar les eleccions presidencials de Rússia del 2012 en la primera volta, amb el 63,6% dels vots. Si bé es van donar a conèixer els esforços perquè les eleccions fossin transparents, incloent-hi l'ús de càmeres web en els centres de votació, les eleccions van ser criticades per l'oposició de Rússia i pels observadors internacionals de l'Organització per a la Seguretat i la Cooperació a Europa per irregularitats de procediment.
Les protestes contra Putin van tenir lloc durant i directament després de la campanya presidencial. La protesta més notòria va ser l'actuació del 21 de febrer de les Pussy Riot, i el judici subsegüent. A més, s'estima que 8.000-20.000 manifestants es van reunir a Moscou el 6 de maig, quan vuitanta persones van resultar ferides en enfrontaments amb la policia, i 450 van ser detingudes, i l'endemà es van produir 120 arrestos més.
Putin va prendre possessió del seu càrrec al Kremlin el 7 de maig del 2012.
En el seu primer dia com a president, Putin va emetre catorze decrets presidencials, de vegades anomenats en els mitjans de comunicació «decrets de maig», incloent-hi una llarga i extensa llista d'objectius per a l'economia de Rússia. Altres decrets en qüestió s'ocupaven de l'educació, l'habitatge, la formació de treballadors qualificats, les relacions Unió Europea-Rússia, la indústria de defensa, les relacions interètniques, i altres àrees de política de les quals tractaven els articles del programa de Putin publicats durant la campanya presidencial.
El 2012 i 2013, Putin i el partit Rússia Unida van donar suport una legislació més estricta en contra de la comunitat LGBT, a Sant Petersburg, Arkhànguelsk i Novossibirsk; el juny del 2013, la Duma Estatal va aprovar una llei contra la «propaganda homosexual» (que prohibeix els símbols com ara la bandera de l'Arc de Sant Martí, així com les obres publicades amb contingut homosexual). En resposta a les preocupacions internacionals sobre la legislació de Rússia, Putin va demanar als crítics d'observar que la llei era una «prohibició de la propaganda de la pedofília i l'homosexualitat», i va afirmar que els visitants homosexuals als Jocs Olímpics d’hivern de 2014 havien de «deixar els nens en pau» però va negar que hi hagués cap mena de «discriminació professional, de carrera, o social» en contra dels homosexuals a Rússia. va abraçar públicament la patinadora Ireen Wüst, que es declara obertament bisexual, durant els jocs.
També el juny de 2013, Putin va assistir a un míting televisat del Front Popular Panrús on va ser elegit cap del moviment, que va ser creat el 2011. Segons el periodista Steve Rosenberg, el moviment té la intenció de «tornar a connectar el Kremlin al poble rus» i un dia, si cal, substituir el partit Rússia Unida cada vegada menys popular. que en l'actualitat recolza Putin.
Altres avenços durant el govern de Putin han inclòs la construcció de canonades per al transport internacional de gas, la restauració del sistema de navegació per satèl·lit GLONASS i la construcció d'infraestructures per a esdeveniments internacionals com els Jocs Olímpics d’hivern de 2014 a Sotxi i la Copa del Món de la FIFA 2018.

#### Intervenció a la Península de Crimea

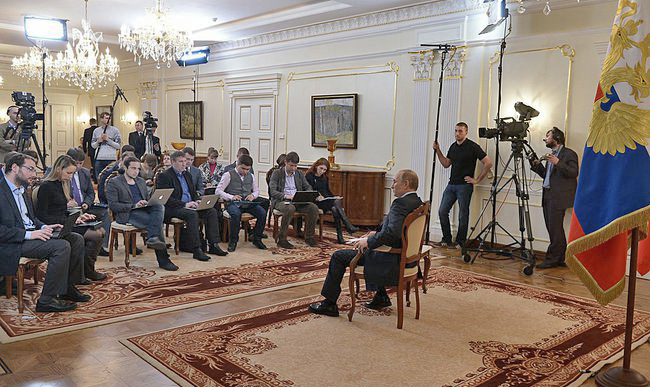
Vladimir Putin parla amb la premsa el 4 de març sobre la crisi de Crimea

Arran de la revolució ucraïnesa de 2014, l'exiliat president ucraïnès Víktor Ianukóvitx va posar per escrit la seva petició que Putin iniciés una acció militar per part de Rússia, "a fi i efecte d'establir la legitimitat, la pau, la llei i l'ordre, l'estabilitat i la defensa del poble d'Ucraïna". El mateix dia, Putin va demanar i va rebre l'autorització del Parlament de Rússia de desplegar tropes russes a Ucraïna en resposta a la crisi. Les tropes russes, en conseqüència, es van mobilitzar a tota Crimea i al sud-est d'Ucraïna. Des del 2 de març, les tropes russes ja tenien un control complet sobre Crimea.
En el Referèndum de l'estatut de Crimea del 2014 els crimeans van votar l'adhesió a Rússia amb un 96,7% dels vots i el Parlament va acordar que la demanaria formalment aquell mateix dia, presentant una sol·licitud a la Duma de la Federació Russa. Per la seva banda, aquest organisme va comunicar que es reuniria el dia 21 de març per votar un projecte de llei sobre la qüestió. Posteriorment, el descontentament va augmentar a l'est d'Ucraïna, a part de Crimea. El 17 d'abril de 2014, The Wall Street Journal va informar que «el president rus, Vladímir Putin, havia dit dijous que esperava no enviar tropes russes a Ucraïna, però no ho descartava, mentre acusava el govern de Kíev de cometre “un delicte greu” per l'ús dels militars per sufocar els disturbis. Diplomàtics d'Ucraïna i Rússia, recolzada pels EUA i Europa, van acordar prendre mesures per rebaixar la tensió en l'enfrontament amb l'escalada de les milícies prorusses. De la mateixa manera, el president Vladímir Putin no va mostrar cap senyal de fer marxa enrere».The New York Times va afegir que Putin havia dit que es reservava el dret d'usar la força armada per protegir els russos ètnics a «Nova Rússia».
El 7 de maig de 2014, The New York Times va informar del següent: «Putin anuncia que fa marxa enrere a la frontera d'Ucraïna després de discussions amb el suís Dieter Burkhalter en un intent de rebaixar les tensions de les tropes russes aglomerades a la frontera del sud-est d'Ucraïna durant i després de la intervenció de Crimea». En una referència als 25 maig 2014 les eleccions presidencials a Ucraïna, Putin va indicar que les eleccions a Ucraïna van ser un pas en la direcció correcta. Putin es va comprometre a respectar el resultat de les eleccions ucraïneses de diumenge i també va sostenir que Rússia volia continuar les negociacions amb Occident sobre Ucraïna, però que l'oferta de Rússia sobre aquest tema va ser rebutjada per Occident. La principal preocupació de Putin s'expressà a Sant Petersburg el 23 de maig del 2014 i es relacionava amb el fracàs d'Ucraïna a l'hora de pagar els seus grans deutes financers a Rússia. Putin feia referència als 3000 milions de préstec que Rússia va deixar a Ucraïna abans que Iaunkóvitx fos expulsat del poder. En una trobada durant la celebració del 70è aniversari del desembarcament de Normandia amb Petrò Poroixenko, recentment triat president d'Ucraïna, ambdós presidents es van comprometre a aconseguir un alto el foc a les regions de l'est d'Ucraïna.

### Quart mandat presidencial (2018–2024)
Durant el seu quart mandat com a president, la pandèmia de la COVID-19 va afectar Rússia i en 2020 es van reformar les clàusules de la Constitució que impedien que continués al càrrec.
Rússia va reconèixer oficialment la República Popular de Donetsk, la República Popular de Luhansk com a estats independents al 21 de febrer de 2022, i Putin va ordenar una invasió a gran escala d'Ucraïna que va començar el 24 de febrer, la qual cosa va provocar que s'imposessin més sancions contra Rússia. La invasió russa va ser aturada a principis d'abril de 2022, principalment a causa de la intensa resistència ucraïnesa en la seva capital, Kíiv i sense poder prendre Khàrkiv ni Txerníhiv, però havent ocupat Kherson i Melitòpol al febrer i Mariúpol al maig. A partir d'agost de 2022, les forces ucraïneses van començar a recuperar terrenys al nord-est i al sud mitjançant contraofensives. A partir d'agost de 2022, les forces ucraïneses van començar a recuperar terrenys al nord-est i al sud mitjançant contraofensives. A finals de setembre, Rússia va declarar l'annexió de la República Popular de Donetsk, la República Popular de Luhansk i les províncies de Kherson i Zaporíjia, parcialment ocupades a l'est i al sud d'Ucraïna, mitjançant l'aprovació d'un referèndum, tot i que aquesta acció no va ser reconeguda en l’àmbit internacional. El juny de 2023, les forces ucraïneses van llançar gradualment una sèrie de contraofensives centrats en Oríkhiv, Tokmak i Bakhmut, trobant una forta resistència russa. El febrer de 2024 les forces russes van capturar el bastió ucraïnès d'Avdíivka, el primer gran guany del camp de batalla rus des de la presa de Bakhmut el maig de 2023 i el fracàs de la contraofensiva ucraïnesa.
El 17 de març de 2023 el Tribunal Penal Internacional (TPI), amb seu a la Haia, va emetre una ordre de detenció internacional contra Putin i Maria Lvova-Belova, comissionada russa per als drets de la infància, per crims de guerra en la suposada deportació forçada de menors ucraïnesos a territori rus. El TPI depèn de l'ONU i el regula l'Estatut de Roma el qual, però, no ha estat ratificat ni per Rússia ni per Ucraïna.
El líder opositor Aleksei Navalni, condemnat per malversació va morir en una presó russa en 16 de febrer de 2024 després de ser detingut al seu retorn a Rússia en 2021 després de recuperar-se d'un enverinament per Novitxok en 2020.

### Cinquè mandat presidencial (2024 - 2030)
Putin va guanyar les eleccions presidencials de 16 i 17 de març, que es van celebrar també a les regions de Donetsk, Luhansk, Kherson i Zaporizhzhia, fins i tot a zones properes a la línia del front, amb més del 87% dels vots, obtenint un cinquè mandat fins 2030.
L'1 d'agost de 2024 es va produir un intercanvi de presoners a l'Aeroport Internacional d'Esenboğa a Turquia per part de Rússia i Bielorússia, que van alliberar setze detinguts mentre que els Estats Units, Alemanya, Polònia, Eslovènia i Noruega van alliberar col·lectivament vuit detinguts i dos menors.
Donald Trump va acordar amb Vladímir Putin l'inici de les negociacions de pau en 13 de febrer de 2025, oberts a arrencar les converses immediatament per acabar amb la Guerra russo-ucraïnesa, a partir de renúncies territorials i a la pertinença d'Ucraïna a l'Organització del Tractat de l'Atlàntic Nord (OTAN).

## Un govern criticat
A més dels problemes de frau electoral durant les eleccions de 2000, alguns analistes creuen que existeix una deriva autoritària del poder de Vladímir Putin. L'octubre del 2006, Marie Mendras, investigadora del CERI i professora a l'Institut d'Estudis Polítics de París, considerava que a Rússia, «ja no hi ha ni Parlament ni Tribunal Constitucional dignes d'aquest nom; el govern ha estat curtcircuitat per l'administració presidencial, els jutges estan sotmesos al poder polític des del moment en què un assumpte esdevé delicat. Això ens porta al problema de la violència i la impunitat […]. Desinstitucionalització del règim, opacitat de les decisions, augment de l'arbitrarietat i dels mètodes expeditius: tot això tradueix una agitació creixent dels cercles dirigents». El comentarista Viatxeslav Aviutski (citat anteriorment) assenyala que «Putin ha canviat el sistema polític. Això ja no és la democràcia, de vegades caòtica, dels temps de Ieltsin, que podia presumir d'una veritable llibertat d'expressió. Ara és una democràcia dirigida. Hi ha institucions i partits, però el seu funcionament no és democràtic».
Aquest pessimisme no és compartit per l'excanceller alemany Gerhard Schröder, actualment president del consell de vigilància del consorci gasístic germano-rus North-European Gas Pipeline Co (participat en un 51% per Gazprom), que va prevenir, durant una trobada russoalemanya a Berlín el 18 de gener del 2007, contra «els errors típics comesos en l'apreciació de Rússia i del seu president a Occident». Segons ell, «el president rus ha aconseguit elevar substancialment el nivell de vida del país a restablir l'Estat» i tindria «el mèrit històric d'haver col·locat Rússia en el camí de l'estabilitat i la fiabilitat com a soci». Tot i reconèixer que, en diversos camps, Rússia «només es troba al principi d'un llarg i costerut camí», Gerhard Schröder va invitar els adversaris de Rússia a no cercar defectes a les seves accions i insuficiències des del punt de vista de la democràcia occidental, sinó més aviat a donar suport als seus esforços desplegats en la seva progressió vers la democràcia. «És cert, Rússia té defectes, però ningú no els coneix millor que els dirigents russos i ningú no podrà superar-los millor que ells», va assenyalar l'excanceller.
Vladímir Putin fou nomenat Persona de l'Any de la Revista Time en 2007. El títol de l'edició web de Time Magazine tracta de sintetitzar l'essència de la política interior del president rus: «Triar l'ordre davant de la llibertat».
Per al diari Vedomosti, «el nivell creixent de criminalitat i de veredictes sorprenents i estranyament benèvols no fa altra cosa que reforçar el sentiment d'injustícia en el si de la societat russa». Les associacions de defensa dels drets humans, entre les quals, a Rússia, Memorial, fundada per Andrei Sàkharov, així com una minoria de l'oposició, assenyalen que l'estat de dret està amenaçat al país i denuncien l'autocensura dels mitjans de comunicació. Moltes capçaleres de premsa independents, així com la cadena de televisió NTV, recomprades per Gazprom i per altres estructures de l'Estat, semblen haver reduït llur visió crítica.

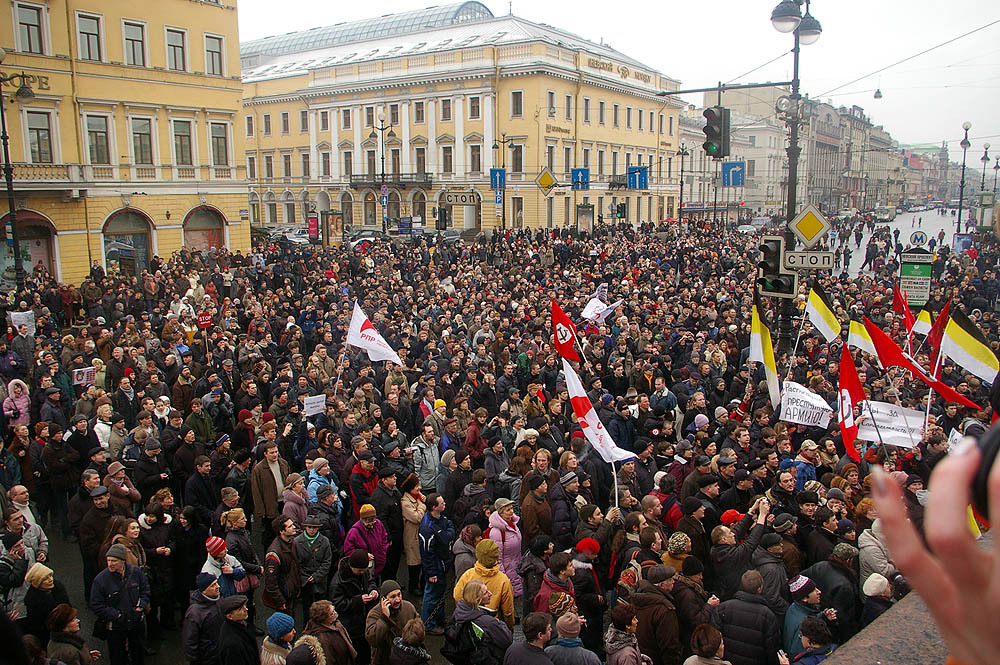
La « Marxa del desacord » a Sant Petersburg el 3 de març de 2007.

Les manifestacions d'una part de l'oposició, anomenada «Marxa del desacord», organitzades pel Front Civil Unit, presidit per Garri Kaspàrov (antic campió del món d'escacs), Eduard Limónov (dissident polític, fundador i cap del Partit Nacional Bolxevic, actualment L'Altra Rússia) i Mikhaïl Kassiànov (antic primer ministre de Ieltsin i després de Vladímir Putin), als quals pertanyen els partits més importants de l'oposició a la Duma (Partit Comunista, Rodina, LDPR), no van participar, són sovint prohibides per diverses raons per part de les autoritats. Aquest moviment aplega corrents polítics heterogenis, essencialment liberals, però també el partit nacional bolxevic, moviment de tipus híbrid, i una extrema dreta més tradicional.
El 2009 l'oposició russa va començar l'Estratègia-31, manifestacions en defensa del dret de reunió, que està garantit per l'article 31 de la Constitució russa. Des del març del 2010 l'oposició també va dur a terme la campanya «Putin ha de marxar», que és una recollida de signatures i manifestacions per tal de demanar la dimissió de Putin, i el Dia de la Còlera, manifestacions pel retorn de les eleccions municipals. Aquestes campanyes, que no són representatives de l'oposició parlamentària a Rússia Unida, partit de Vladímir Putin, apleguen pocs participants.
Més en general, la falta d'interès en la societat russa pels moviments liberals i democràtics es pot explicar pel fet que els adjectius liberal o demòcrata foren connotats negativament en l'opinió pública russa, el 2007, com a associats als responsables polítics (Iegor Gaidar, Mikhaïl Kassiànov, etc.) les anomenades polítiques liberals dels quals van contribuir a fer caure en la pobresa o en la misèria àmplies capes de la societat, al principi de l'etapa de Borís Ieltsin. També estan associats igualment a Ieltsin, que el 3 d'octubre del 1993, amb el suport de les cancelleries occidentals, va assaltar un Parlament elegit democràticament, assalt que va provocar centenars de morts. La política liberal aplicada a Federació de Rússia del 1991 al 1999 es va caracteritzar també per la divisió dels recursos econòmics heretats de l'era soviètica en benefici exclusiu d'interessos privats; els fons així desviats s'haurien blanquejat en el sistema bancari occidental. Segons alguns analistes (Jacques Sapir, en particular), Occident hauria tingut un paper ambigu en la descomposició econòmica i social del període 1991-1996. Per tant, les idees liberals promogudes avui a la Federació de Rússia per Garri Kaspàrov i els moviments que li són propers, només troben un interès molt marginal (menys del 5% en les enquestes dutes a terme per instituts independents).
Mentre que el col·lapse de l'URSS va conduir a l'adveniment de la llibertat de premsa, les presidències de Vladímir Putin, per contra, van fer retornar la censura, la propaganda i la intimidació; alguns periodistes evoquen «una situació encara pitjor que en l'època soviètica». Les cadenes oficials difonen així un marcat discurs antiestatunidenc, i desacrediten amb l'ajuda dels vídeos proporcionats pels serveis secrets del poder, els opositors, mentre que el Kremlin paga internautes per tal que publiquin a la cadena excel·lents crítiques pro-Putin i atacs contra membres de l'oposició. Finalment, diversos mitjans de comunicació independents creats en la dècada de 1990 van ser sancionats, fins al punt que van haver de tancar.

### Morts violentes d'opositors
Els enemics i crítics de Vladímir Putin sovint s'han trobat amb morts violentes en el punt àlgid dels seus conflictes mentre Putin era al poder. Els enemics de Putin han estat atacats de diverses maneres: trets, enverinaments i fins i tot un accident d'avió. Moltes de les morts no s'han resolt mai i continuen catalogades com a accidents i suïcidis, deixant oberta la qüestió de quants dels seus enemics ha mort Putin al llarg dels anys.
Aleksandr Litvinenko, un antic membre dels serveis de seguretat russos que s'havia convertit en opositor de Putin va morir enverinat per poloni-210 a Londres el 2006.
L'any 2018 a Salisbury es va tacar amb Novitxok el pom de la porta de la casa de Serguei Skripal, un antic oficial d'intel·ligència militar rus que havia estat condemnat per càrrecs de traïció i després intercanviat amb l'oest. Skripal i la seva filla, Yulia, gairebé van morir en l'atac, però Dawn Sturgess, que vivia a Salisbury i no tenia cap connexió amb els Skripals, va morir en quedar exposada a l'agent nerviós.
Les autoritats alemanyes denunciaren que algun toxic Novitxok va ser utilitzat posteriorment per Rússia l'agost de 2020 per enverinar el líder de l'oposició i crític de Putin, Aleksei Navalni que va morir a la presó de IK-3 Kharp a l'Àrtic rus a la Iamàlia el 16 de febrer de 2024 mentre complia condemna.
Ievgueni Prigojin, poc després d'encapçalar el Motí del Grup Wagner durant la guerra russo-ucraïnesa es va estavellar el 23 d'agost de 2024 en un jet privat Embraer en un vol entre Moscou i Sant Petersburg.

## Ideologia

### Nostàlgia de l'URSS
En arribar a la presidència, Vladímir Putin va restablir l'Himne de la Unió Soviètica, en contra de l'opinió d'una part important de la seva administració, tot canviant-hi la lletra per llevar-hi la simbologia comunista. El 2005, va dir que la dissolució de la Unió Soviètica va ser la major catàstrofe geopolítica del segle xx En el seu discurs del 18 de març del 2014, amb motiu de l'annexió de Crimea, persisteix:
Allò que semblava impensable, malauradament, va esdevenir real. L'URSS es va desintegrar.
D'acord amb Aleksandr Morozov, editor en cap del diari digital Russki Journal', l'«esquema cognitiu del sistema soviètic tardà és manifesta en la seva manera de considerar Occident, en el menyspreu de les organitzacions internacionals, el fet de tenir una actitud de menyspreu cap als "petits pobles" veïns de Rússia».

### Conservadorisme
Després del seu retorn a la presidència el 2012, Putin reforça el seu posicionament conservador. El 12 de desembre del 2013, Vladímir Putin fa una crida, davant el conjunt dels representants de la nació, a la «defensa dels valors tradicionals» i qualifica la seva posició com a «conservadora». A més, cita regularment el pensament d'Ivan Ilín, del qual en feu repatriar les restes. En aquesta perspectiva, l'Estat rus va implantar a Nova York i a París uns «instituts de la democràcia i la cooperació» destinats a promoure la ideologia conservadora. Després dels primers contactes establerts per l'Església Ortodoxa Russa via grups pro-vida a Europa, estableix també vincles estrets amb moviments populistes de dreta, entre els quals el Front nacional a França, sobretot des de la perspectiva de «desestabilitzar l'escena política europea» i d'«afeblir el vincle transatlàntic».

### Eslavofilisme
Igualment inspirat per Ivan Ilín, Vladímir Putin és decididament eslavòfil després del seu retorn a la presidència en 2012. En el seu discurs de la victòria, va declarar: «la política de contenció de Rússia, que va continuar als segles xviii, xix i xx, es manté en l'actualitat. Sempre ens tracten d'empènyer a un racó perquè tenim una posició independent». Aleksandr Morozov assenyala que des de llavors va aparèixer en el llenguatge de Vladímir Putin les expressions de «civilització russa» i «codi civilitzacional». Aleksandr Prókhorov, periodista i escriptor rus d'extrema dreta i antioccidental, considera quant a ell el 2014, que les seves idees «comencen a tenir efectivitat» entre els assessors de Vladímir Putin, i que aquest últim restaura, tot retornant-li la seva forma imperial original, l'Estat tirat en orris per Borís Ieltsin després de la caiguda de l'URSS.

### Eurasisme
A finals de la dècada del 1990, Vladímir Putin freqüenta un centre d'estudis dedicat a Lev Gumiliov, un dels últims representants històrics de l'eurasisme. En el seu discurs del 12 de desembre de 2013, el citat tot evocant el seu concepte de «passionaritat» (rus: пассионарность passionarnost) o «energia interior» del poble rus, i qualifica el desenvolupament de Sibèria i l'Extrem Orient de «prioritat nacional per a tot el segle xxi». El projecte d'"Unió Euroasiàtica" que naixerà el 2015, s'inscriu en aquesta perspectiva.

### Una orientació ambigua cap al liberalisme
Durant els seus dos primers mandats (2000-2008), s'envolta de ministres i assessors liberals, entre ells Andrei Il·lariónov. Aquest últim, creu, tanmateix, que Vladímir Putin no pot ser descrit com a liberal, ni econòmicament —«va adoptar llavors una forma econòmica neutral, comú a Occident, ni d'esquerra ni liberal en el sentit clàssic»— ni políticament —«havent desenvolupat les seves opinions en el si del KGB, va iniciar una política que no té res a veure amb el liberalisme»—; resumeix la proposta de Vladímir Putin en el desig de «construir un sistema imperial efectiu i actual sobre la base d'una economia de mercat». Per a Aleksandr Morozov, "no promou [en aquell moment] cap "via russa" específica, sinó més aviat una filosofia política molt europea". De manera més general, creu que «la filosofia fonamental de Putin segueix sent econòmic-centrista. Vol aconseguir els recursos per participar en el capitalisme global amb noves forces. Però no ofereix doctrina alternativa en relació amb el capitalisme financer global. No vol pas ni destruir-lo ni proposar altra cosa».

## Vida personal

### Família
Vladímir Putin va estar casat durant trenta anys amb Liudmila Pútina, nascuda Xkrebneva. La parella té dues filles, Maria (1985) i Iekaterina (1986). Putin i la seva dona, Liudmila, va anunciar el 6 de juny de 2013, que el seu matrimoni havia acabat, amb la qual cosa posaven fi a anys d'especulacions sobre la seva relació. El Kremlin va confirmar el 2 abril 2014 que el president rus, Vladímir Putin, havia finalitzat el divorci de la seva, durant trenta anys, esposa Liudmila, després de la sobtada separació de la parella el juny de 2013. El portaveu del president, Dmitri Peskov, va confirmar a l'agència de notícies estatal Itar-TASS que "el divorci s'ha completat".

### Idiomes
A part del rus, Putin parla amb fluïdesa l'alemany. La seva família solia parlar alemany també a casa. A més, Putin va estar destinat com a agent del KGB a l'antiga Alemanya Oriental. Després de convertir-se en president es va informar que estava rebent classes d'anglès i se'l va poder veure conversant directament amb Bush i parlants nadius d'anglès en situacions informals, però segueix utilitzant intèrprets per a les converses formals. Putin va parlar anglès en públic per primera vegada durant el sopar d'estat al palau de Buckingham el 2003 dient, però algunes frases alhora que oferia el seu condol a la reina Elisabet II en la mort de la seva mare. En una entrevista el 2013, el cap de l'administració presidencial Serguei Ivanov va revelar que ell i Putin de vegades conversaven en suec.

### Religió

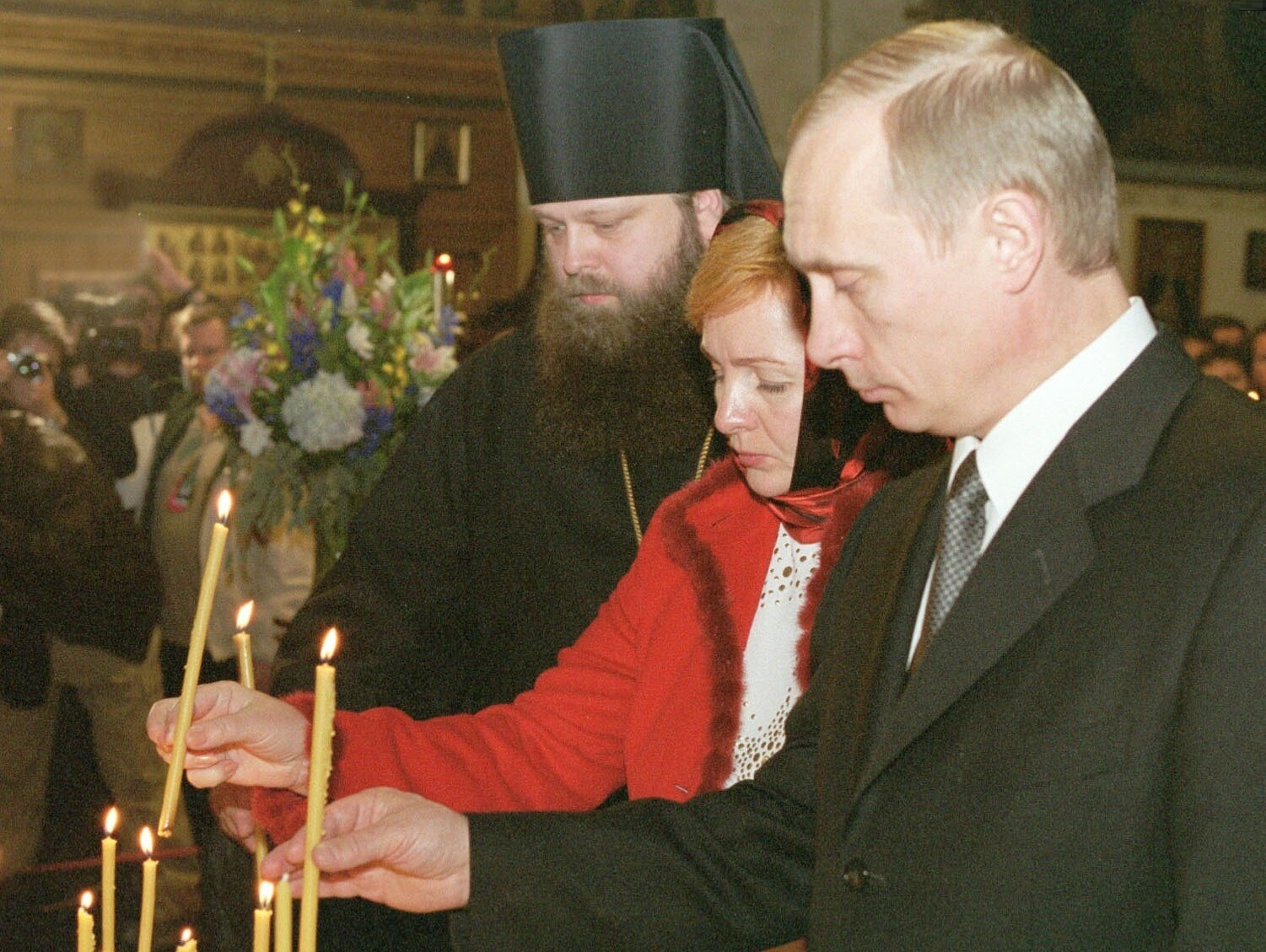
Putin i la seva dona Liudmila a la ciutat de Nova York en el servei religiós per les víctimes dels Atemptats de l'11 de setembre de 2001, 16 novembre de 2001.

El pare de Putin era "un comunista model, veritablement convençut dels seus ideals en tractar de posar en pràctica en la seva pròpia vida". Amb aquesta dedicació es va convertir en secretari de la cèl·lula del Partit en el seu taller i després de prendre classes de nit es va unir a l'oficina del partit de la fàbrica. Tot i que el seu pare era un "ateu militant", La mare de Putin "era una devota creient ortodoxa". Per bé que ella seguia sense icones a casa, assistia a l'església amb regularitat, tot i la persecució del govern de l'Església Ortodoxa Russa en aquest moment. Ella es va assegurar que Putin fos batejat en secret com un nadó i el va portar regularment als serveis religiosos. El seu pare n'era conscient, però feia els ulls grossos.
Segons les mateixes declaracions de Putin, el seu despertar religiós li va venir després del greu accident de trànsit de la seva esposa el 1993, i va ser aprofundit per un incendi potencialment mortal que va cremar la seva datxa l'agost de 1996. Just abans d'una visita oficial a Israel, la seva mare li va donar la seva creu baptismal tot dient-li que aconseguís beneir-la. "Vaig fer el que em va dir i després vaig posar la creu al voltant del meu coll. Mai me l'he tret des de llavors." Quan se li va preguntar si creia en Déu, durant la seva entrevista amb Time, va respondre dient: "... Hi ha coses que crec que. en la meva posició, almenys, no hauria de compartir amb el públic en general per al consum de tot el món a causa que es veuria com a autopublicitat o un striptease polític".

### Arts marcials
Un dels esports favorits de Putin és l'art marcial del judo. Putin va començar a entrenar-se en sambo (un art marcial que es va originar a la Unió Soviètica) a l'edat de 14 anys, abans de passar al judo, que segueix practicant en l'actualitat. Putin va guanyar concursos a la seva ciutat natal de Leningrad (ara Sant Petersburg), incloent-hi els campionats d'alt nivell de Leningrad, tant en sambo i judo. És el president del dojo Yawara Dojo de Sant Petersburg on s'entrenava quan era jove. Putin va ser coautor d'un llibre sobre el seu esport favorit, publicat en rus com a «Учимся дзюдо с Владимиром Путиным» (Aprenguem judo amb Vladímir Putin) i en anglès sota el títol Judo: History, Theory, Practice (2004).
Encara que no és el primer líder mundial a practicar el judo, Putin és el primer líder que arriba a nivells més avançats. Actualment, Putin té un sisè dan ((cinturó vermell/blanc) i és força conegut per la seva projecció Harai goshi. Putin va aconseguir el seu títol de Mestre d'Esports (títol esportiu soviètic i Rússia) en judo el 1975 i en sambo el 1973. En una visita d'estat al Japó, Putin va ser convidat a l'Institut Kodokan, la seu de judo, on va mostrar diferents tècniques de judo als estudiants i funcionaris japonesos.
Putin també és cinturó negre vuitè dan en karate kyokushin kaikan. El sisè dan li va ser presentat el desembre de 2009 pel campió japonès i mestre en Kyokushin Karate-Do Hatsuo Royama.
El 2013, Putin va reintroduir el programa de condicionament físic a Rússia amb el suport de Steven Seagal.

## Reconeixements
- El setembre de 2006, el president de França Jacques Chirac va atorgar a Vladímir Putin la Grand-Croix (Gran Creu), de la Legió d'Honor, la més alta condecoració francesa, per celebrar la seva contribució a l'amistat entre els dos països. Generalment, aquest guardó s'atorga als caps d'Estat considerats molt propers a França.[147]
- El 2007, Putin va ser nomenat Persona de l'Any de la revista Time.
- El 12 de febrer del 2007 el rei Abdul·lah de l'Aràbia Saudita va atorgar a Putin el Premi Rei Abdul Aziz, la més alta condecoració civil de l'Aràbia Saudita.[148]
- El 10 de setembre del 2007 el president dels Emirats Àrabs Units Khalifa bin Zayed Al Nahayan va atorgar a Putin l'Orde de Zayed, la més alta condecoració civil dels EAU.[149]
- El desembre del 2007 Putin fou nomenat Persona de l'any per la revista Expert, un influent i respectat setmanari rus de negocis.[150]
- El 5 d'octubre de 2008, el carrer central de Grozni, la capital de la república russa de Txetxènia, fou rebatejat com a Avinguda Vladímir Putin, segons l'ordenat pel president de la República de Txetxènia Ramzan Kadírov.[151]
- El febrer de 2011 el Parlament del Kirguizstan batejà un pic a les muntanyes Tian Shan com a Pic Vladímir Putin.[152]
- El 15 de novembre de 2011, el Centre Internacional d'Investigació per a la Pau de la República Popular de la Xina va atorgar el Premi Confuci de la Pau a Putin. Va fonamentar la seva decisió en la decidida oposició de Putin al bombardeig de Líbia per part de l'OTAN el 2011 alhora que retia homenatge a la seva decisió d'anar a la Segona guerra de Txetxènia el 1999.[153] Segons el comitè, "la mà de ferro i la duresa mostrades per Putin en aquesta guerra van impressionar molts als russos, i era considerat capaç de portar seguretat i estabilitat a Rússia".[154]
- El 2011, la Universitat de Belgrad va atorgar un doctorat honorari a Putin.[155]